# Teucrium expassum
Teucrium expassum es una especie de planta herbácea de la familia Lamiaceae originaria de la región del Mediterráneo meridional donde se encuentra en matorrales y pastizales secos de montaña.

## Descripción
Es una planta perenne y rastrera, de hojas con profundas crenaciones en su mitad apical. Las flores son blancas y se disponen normalmente en varios glomérulos independientes, presentando unos cálices con dientes cortos y obtusos, provistos de un capuchón dorsal.

## Taxonomía
Teucrium expassum fue descrito, pero no figurado, por Carlos Pau Español y publicado en Not. Bot. Fl. España., fasc. 2, p. 14, 1889.
Etimología
- Teucrium: nombre genérico que deriva del Griego τεύχριον, y luego el Latín teucri, -ae y teucrion, -ii, usado por Plinio el Viejo en Historia naturalis, 26, 35 y  24, 130, para designar el género Teucrium, pero también el Asplenium ceterach, que es un helecho (25, 45).[2] Hay otras interpretaciones que derivan el nombre de Teucri, -ia, -ium, de los troyanos, pues Teucro era hijo del río Escamandro y la ninfa Idaia, y fue el antepasado legendario de los troyanos, por lo que estos últimos a menudo son llamados teucrios.[3] Pero también Teucrium podría referirse a Teûkros, en latín Teucri, o sea Teucro, hijo de Telamón y Hesione y medio-hermano de Ajax, y que lucharon contra Troya durante la guerra del mismo nombre, durante la cual descubrió la planta en el mismo período en que Aquiles, según la leyenda, descubrió la Achillea.[4]
- expassum: epíteto

Sinonimia
- Teucrium angustissimum var. expassum (Pau) Pau
- Teucrium aragonense var. latifolium Willk.
- Teucrium expassum Pau
- Teucrium polium subsp. expassum (Pau) Rivas Goday & Borja
- Teucrium polium var. expassum (Pau) O.Bolòs & Vigo[5][6]